# Novo Zvečevo
Novo Zvečevo – wieś w Chorwacji, w żupanii pożedzko-slawońskiej, w gminie Brestovac. W 2011 roku liczyła 30 mieszkańców.